# كهوف أرسي سور كيور
كهوف أرسي سور كيور (بالفرنسية: Grottes d'Arcy-sur-Cure)‏ هي سلسلة من الكهوف تقع في بلدية أرسي سور كيور، برغونية، فرنسا. احتوى بعضها على قطع أثرية، من العصر الموستيري إلى العصر الجالو الروماني.
يمتلك البعض فنًا جداريًا رائعًا، وهو ثاني أقدم أعمال فنية معروفة حاليًا بعد كهف شوفيه. سمة أخرى ملحوظة لهذه الكهوف هي سلسلة طويلة من حبوب اللقاح، المرتبطة بمستويات أثرية محددة ومتسقة.
بين عامي 1947 و 1963، تم تفتيشهم من قبل عصور ما قبل التاريخ الفرنسي أرليت وأندريه ليروي جورهان. تم إدراج النصب التاريخية (نصب التراث) في عام 1992، وهي مفتوحة جزئيًا للجمهور.

## معرض الصور

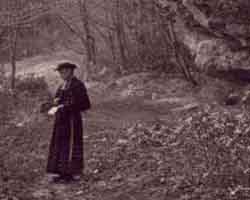
أبي بارات أمام كهف الجنيات
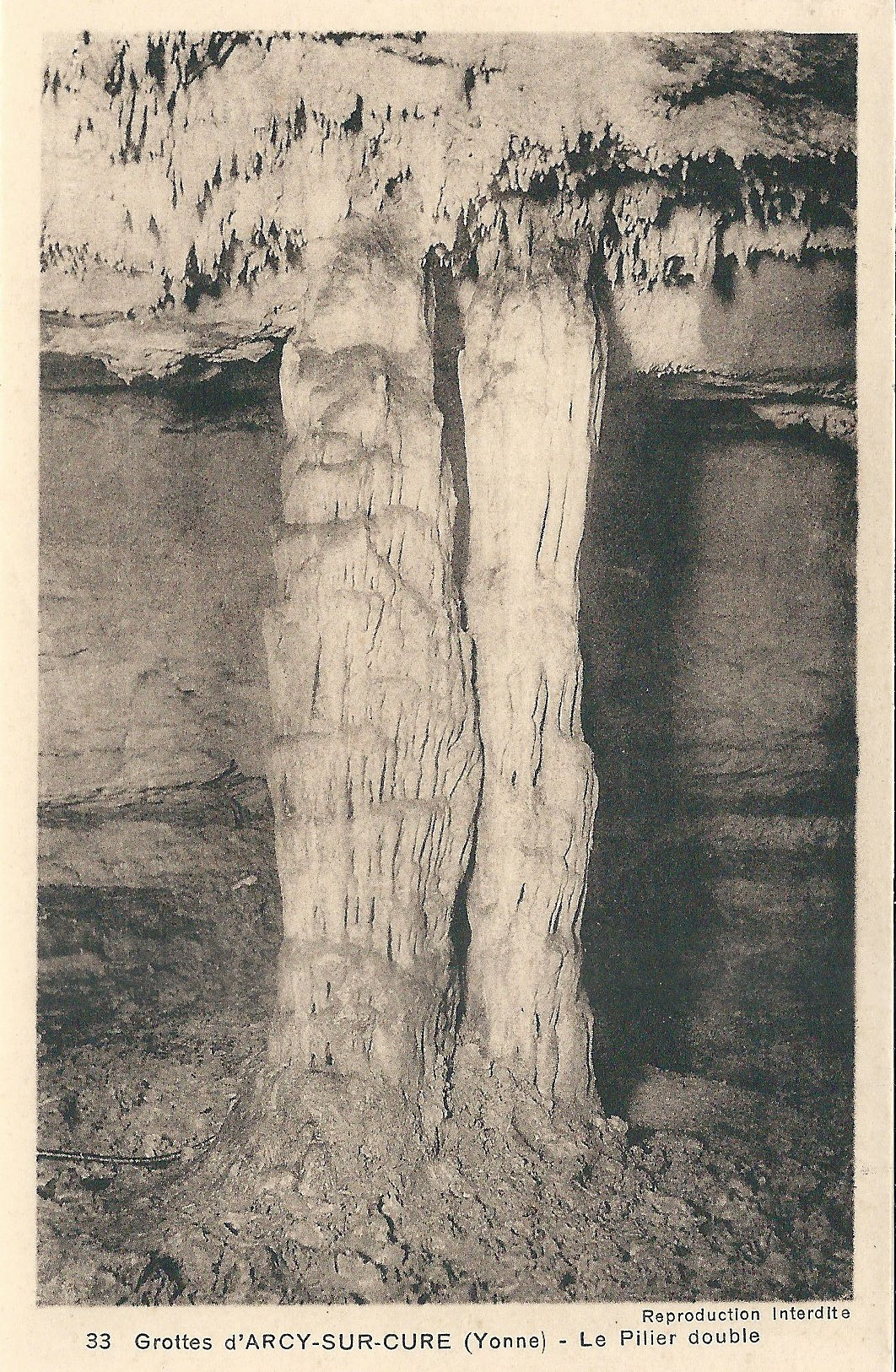
العمود المزدوج
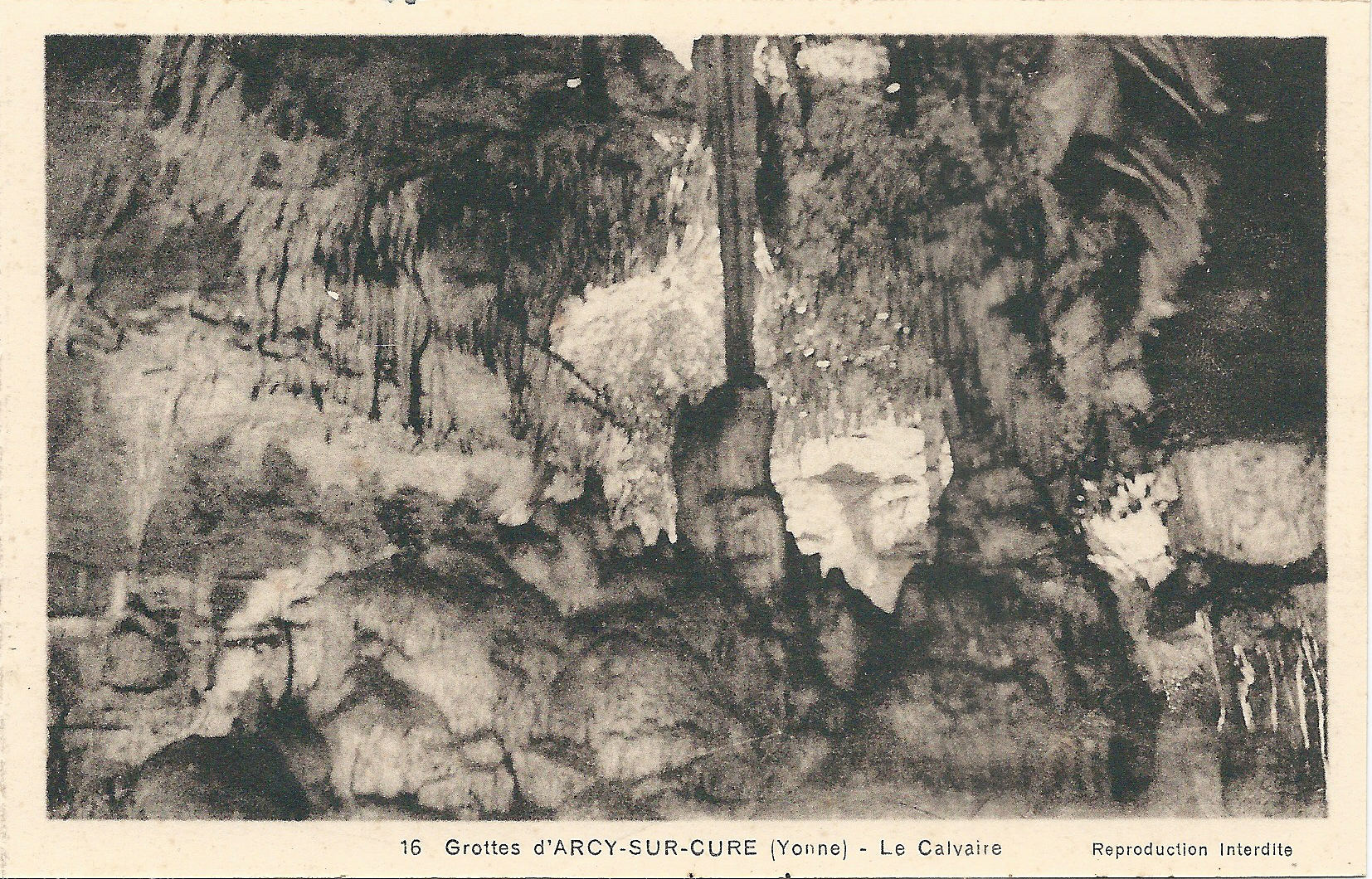
الجلجثة
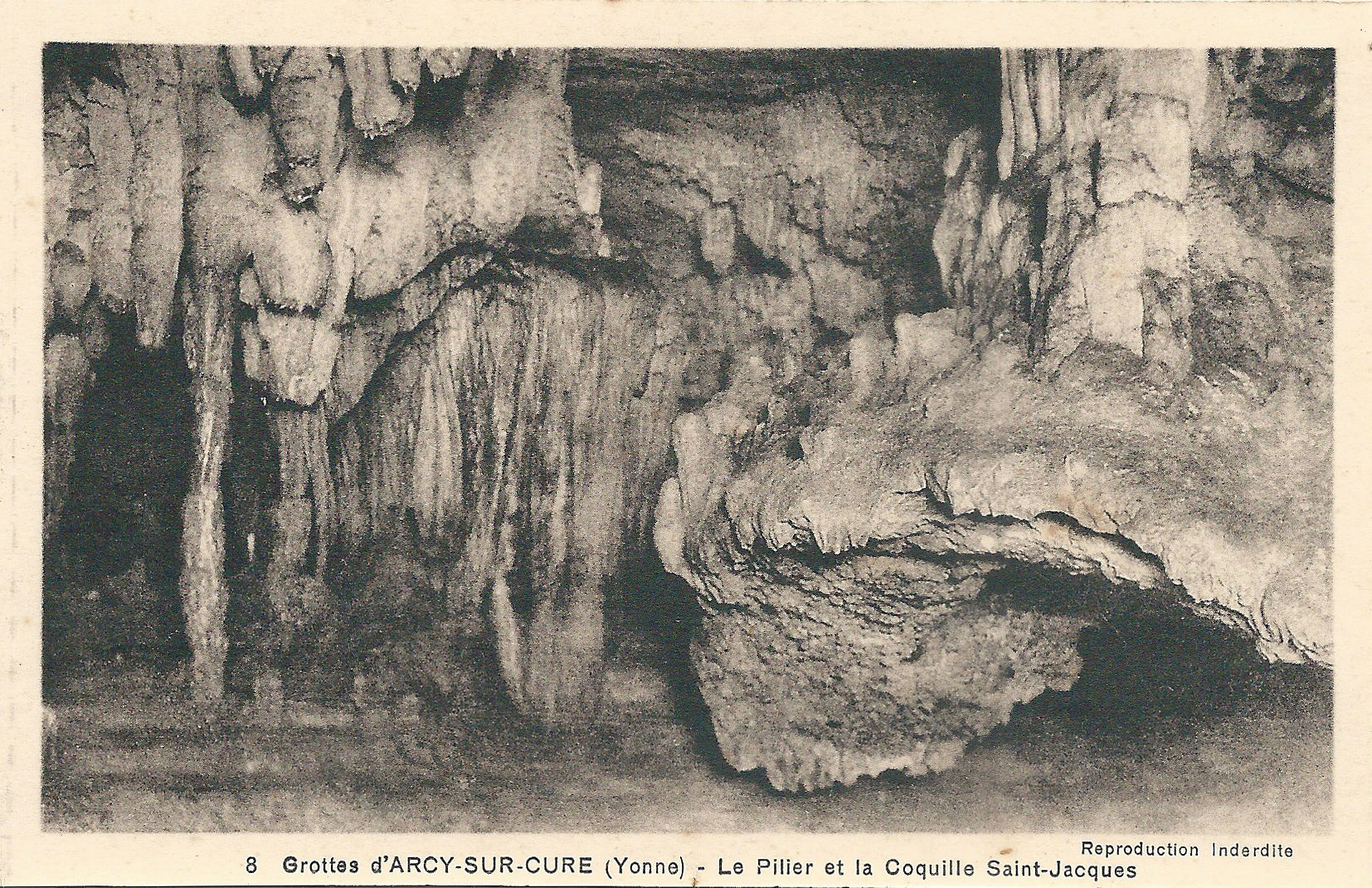
عمود التقوقع
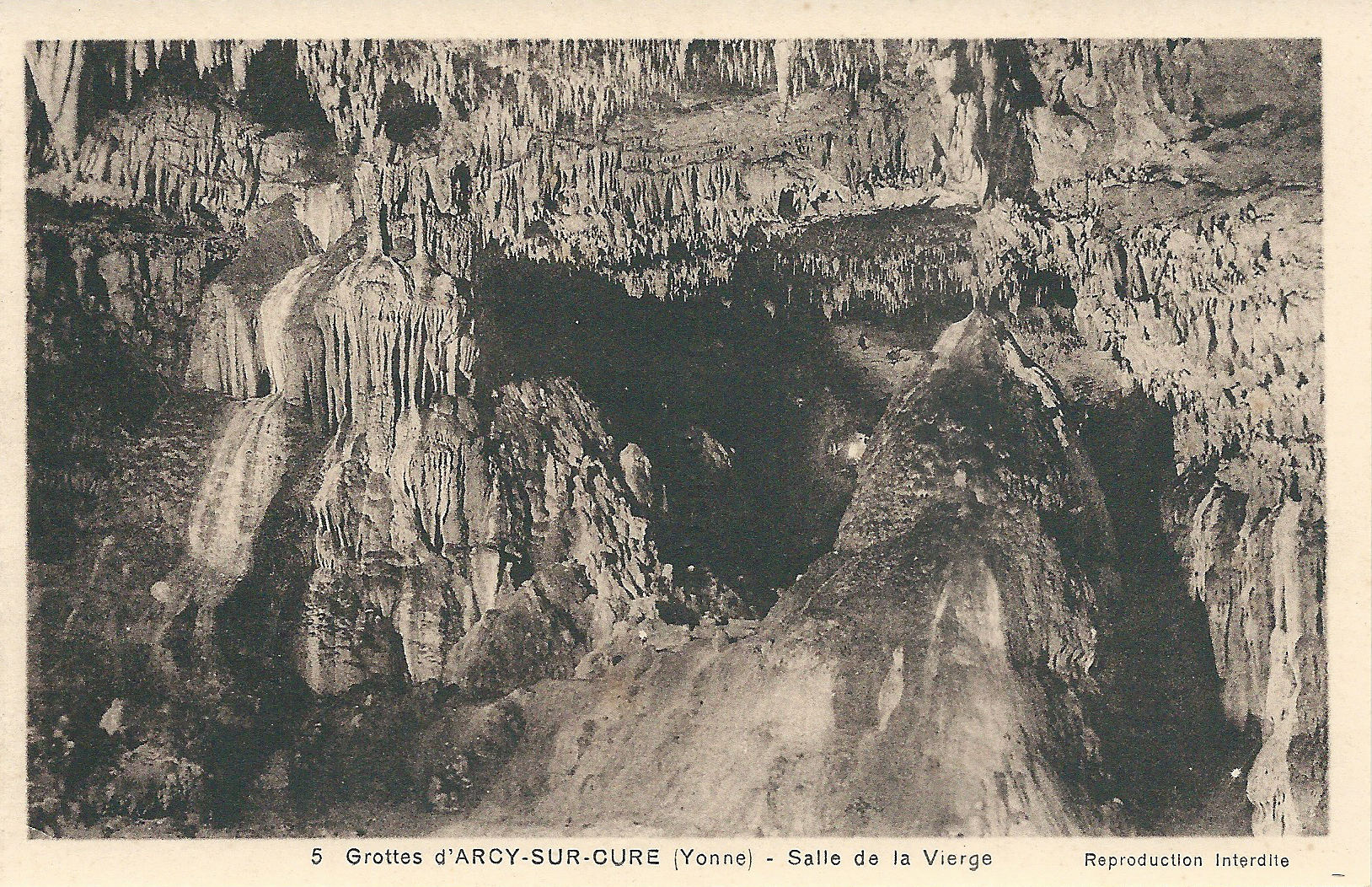
غرفة العذراء